# Жертва Ноя (Мікеланджело)
«Жертва Ноя» (італ. Sacrificio di Noè) — фреска Мікеланджело Буонарроті на стелі Сікстинської капели (Ватикан), створена ним близько 1508—1510 років. Це — сцена із «Книги Буття» (Бут. 8:15-20).

## Опис
Фреска зображує сцену принесення жертви Ноєм на подяку Богу за їх врятування від Потопу. У центрі розташований жертовник для цілопалення. Ной стоїть за ним, на задньому плані, одягнений у червону туніку, у якій він же зображений на фресці «Сп'яніння Ноя». Праворуч від нього є літня жінка, мабуть, дружина. Ліворуч — молода жінка в зеленому, яка допомагає запалити вогонь факелом, закриваючи обличчя від жару.
На передньому плані є п'ятеро юнаків — один тримає оберемок дрів; другий сидить на зарізаному барані й передає нутрощі третьому для ворожіння; четвертий роздуває вогонь під жертовником, а п'ятий тягне ще одного барана на заклання. На фресці зображено два барани, бик, двоє коней та слон.

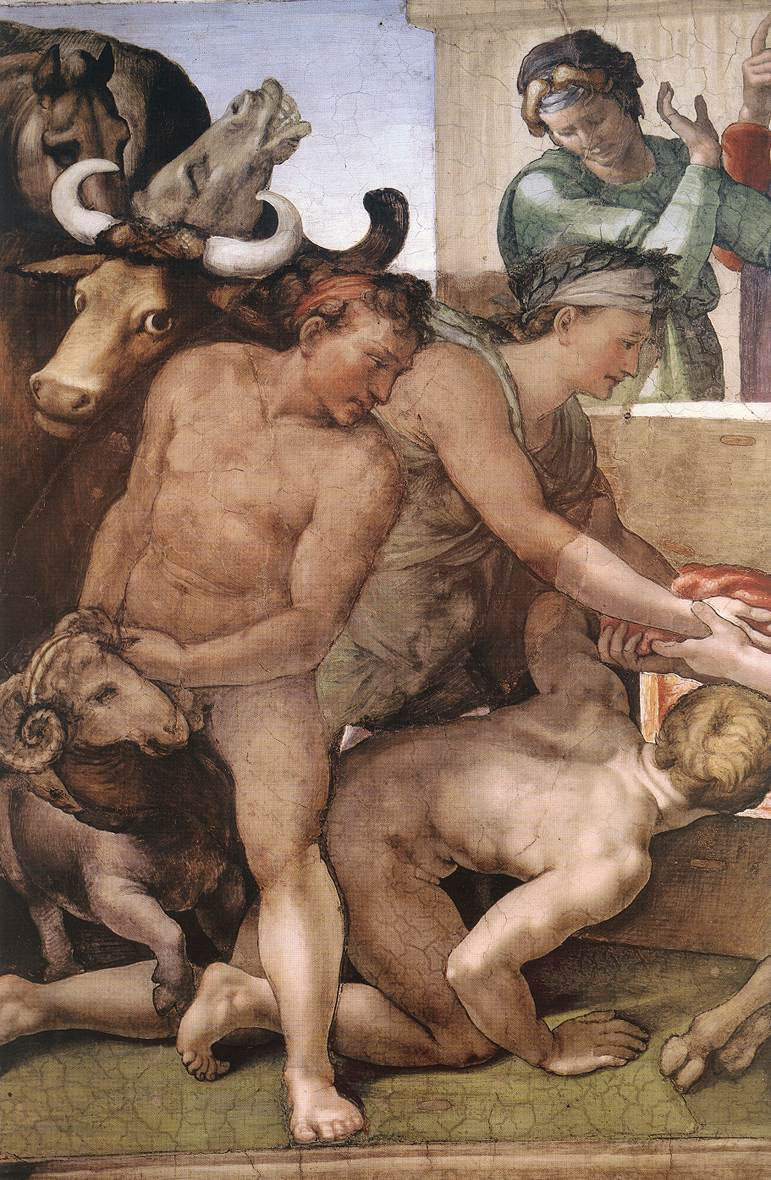
Три хлопці та молода жінка (деталь)
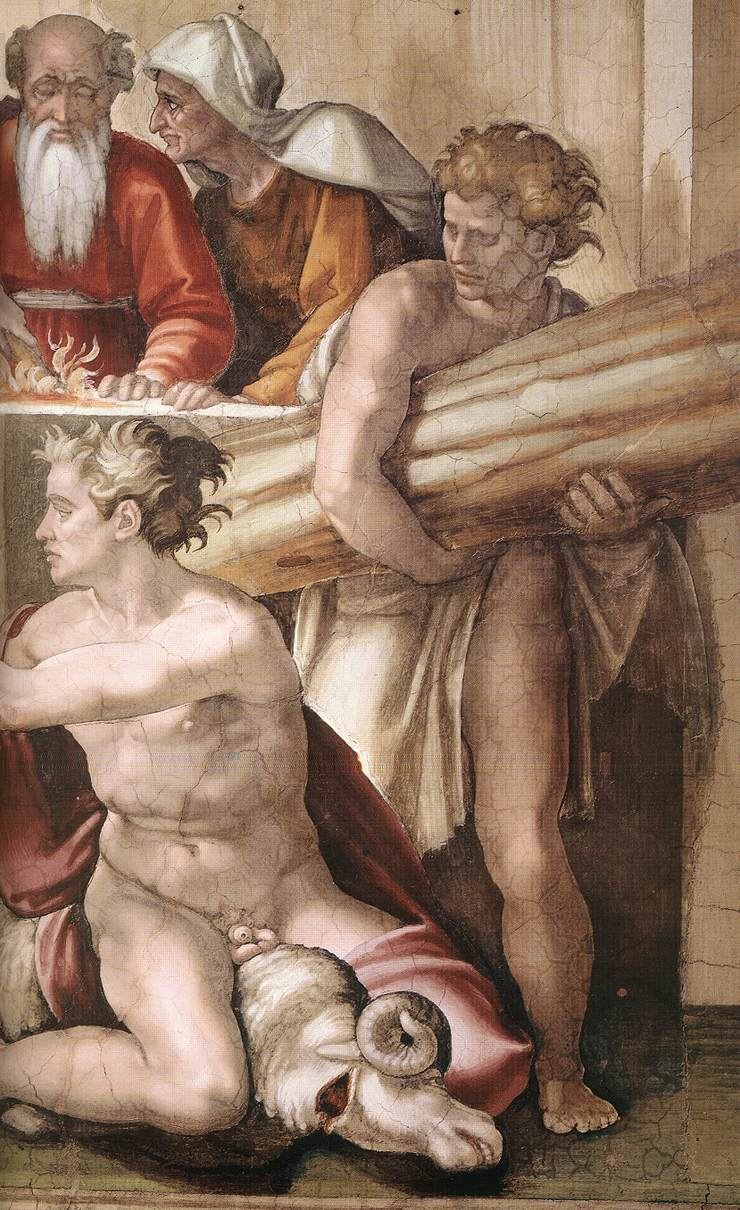
Хлопець із дровами та зарізаним бараном (деталь)
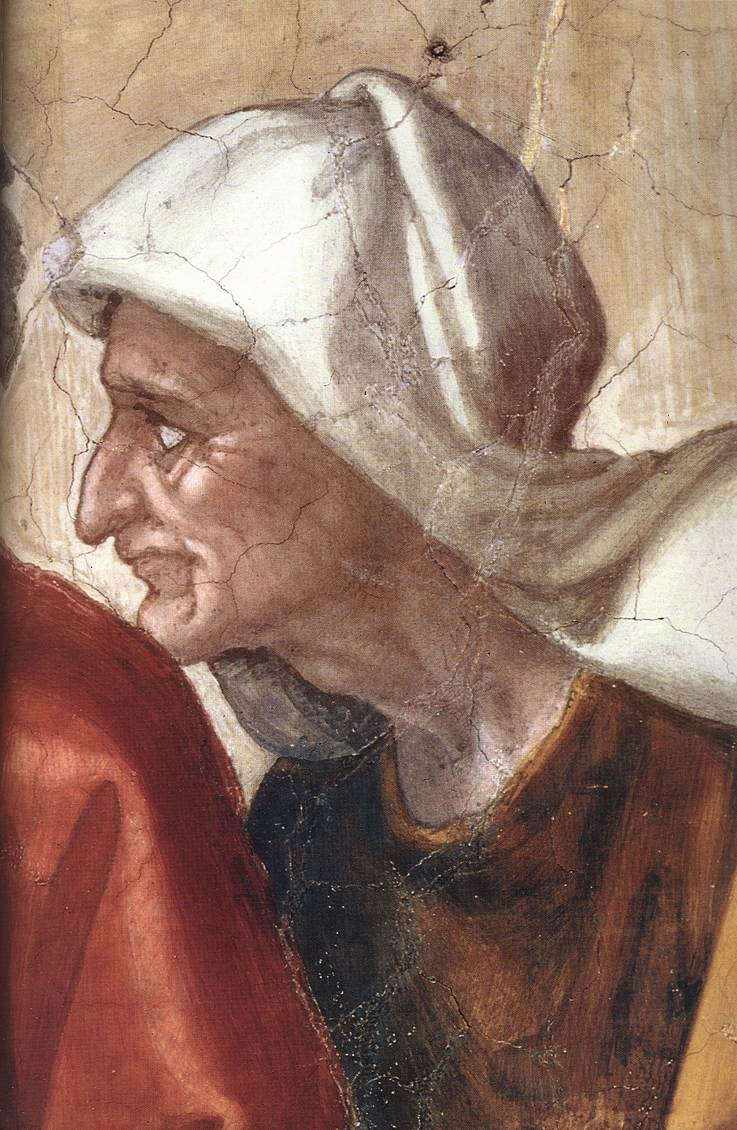
Дружина (деталь)

Сцена обрамлена чотирма оголеними юнаками (інюді) та двома медальйонами (щитами). Пози цих юнаків віддзеркалені[а], скоріш всього той самий картон, тільки перевернутий, використано. Значення інюді є предметом суперечок (вони надто складні, щоб бути просто декоративними фігурами).

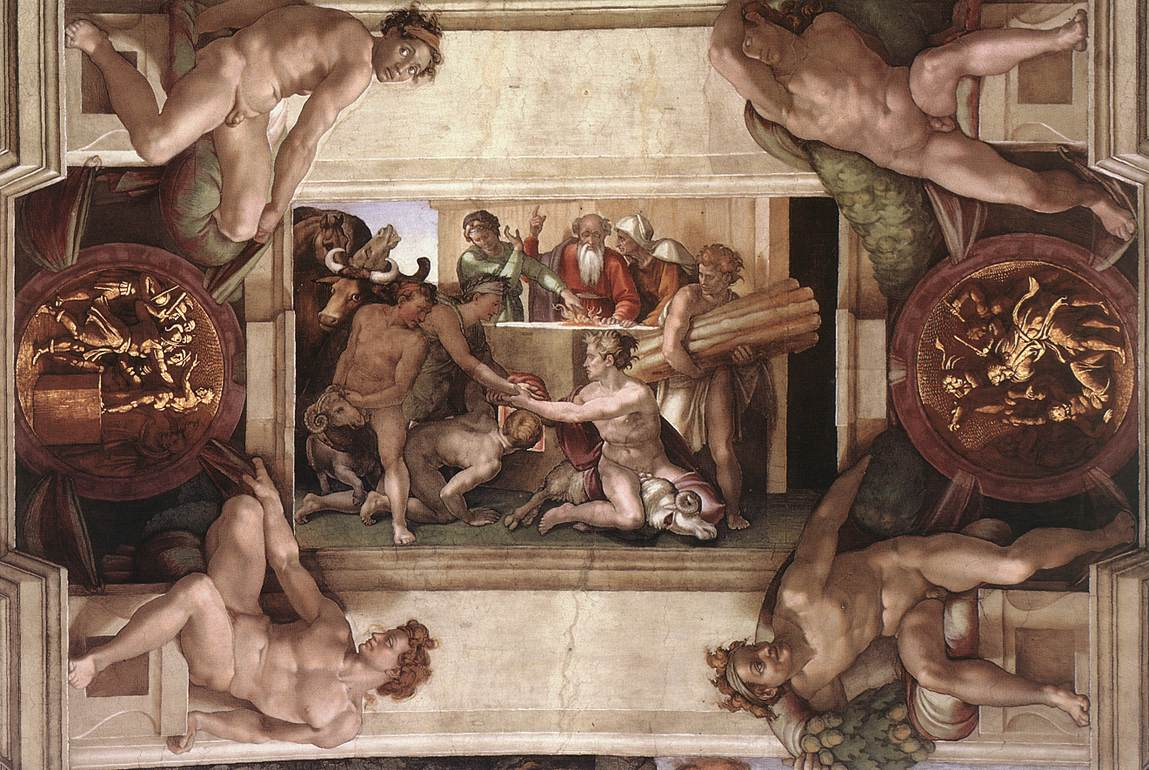
Інюді. Загальний план
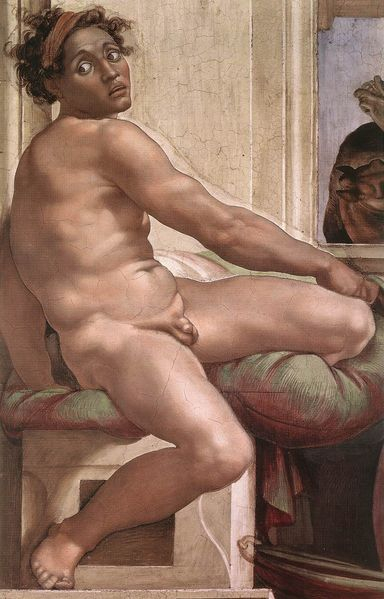
Інюді
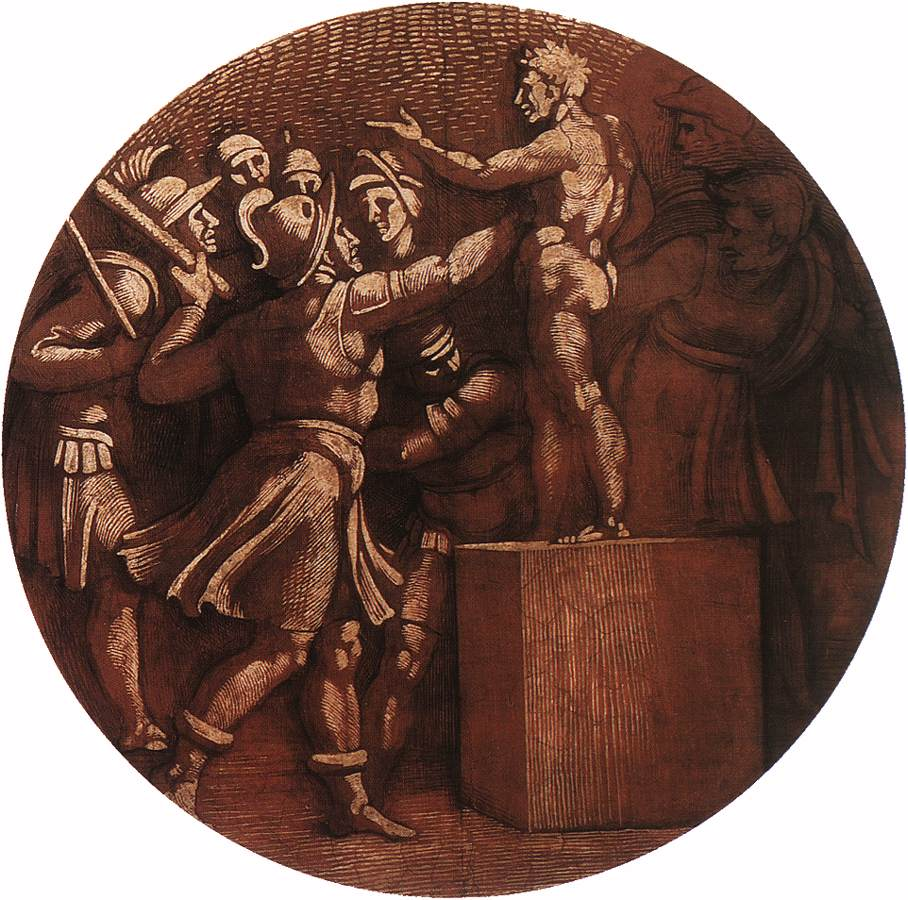
Щит
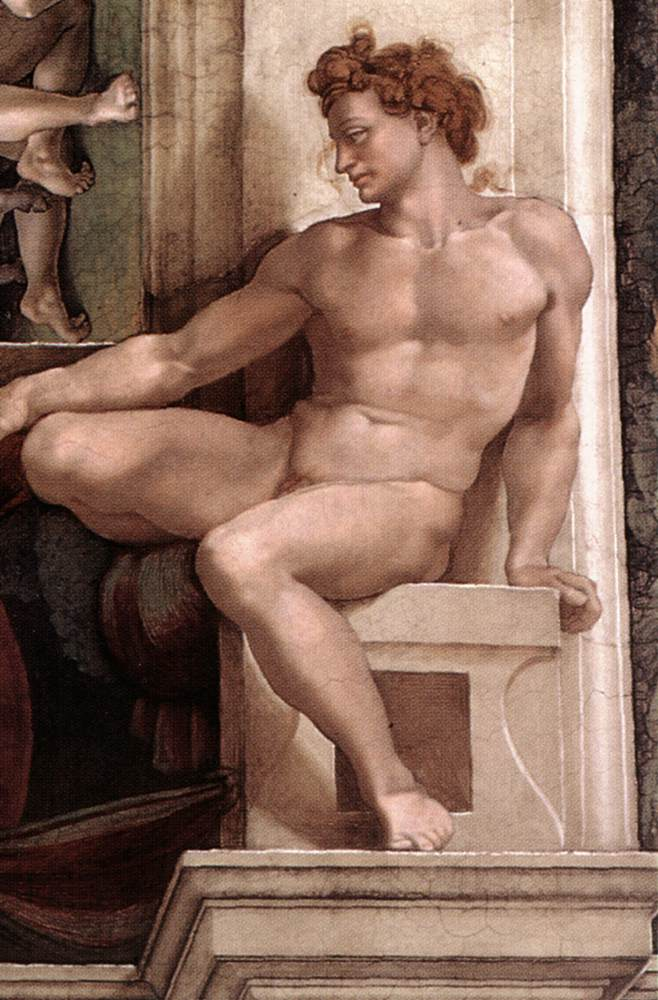
«Дзеркальний» інюді

На медальйоні (щиті) біля інюді, що над «Еритрейською сивілою» зображено знищення фальшивих пророків Ваала (італ. Distruzione del simulacro del dio Baal), а на щиті з іншою парою інюді зображено сцену убивства Урії (італ. Uccisione di Uria).

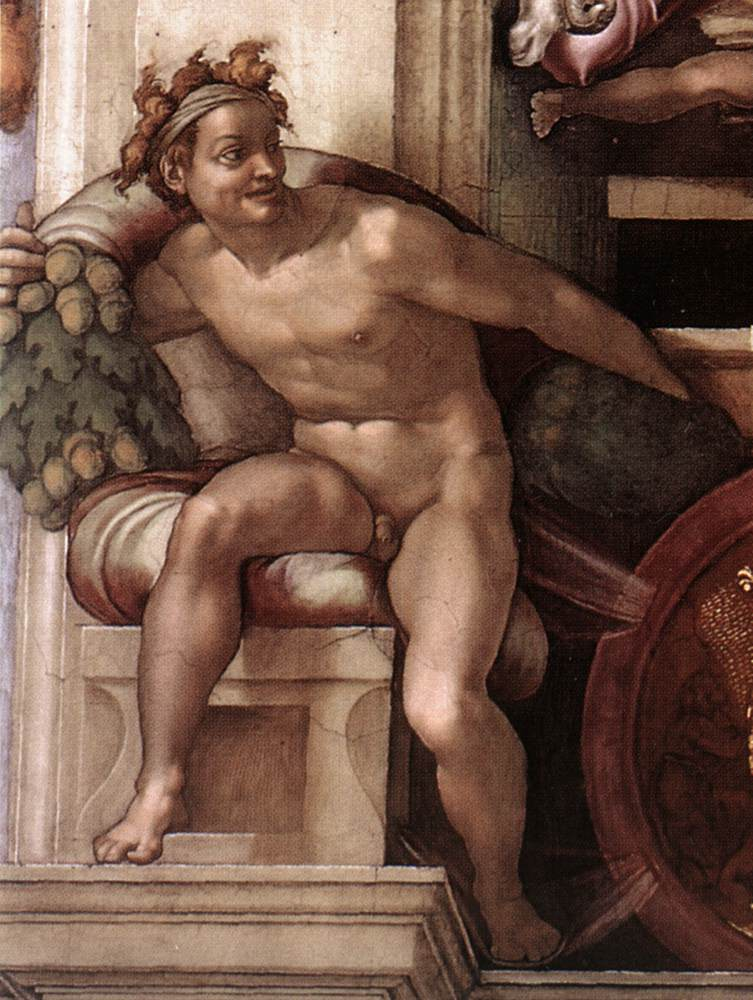
Інюді
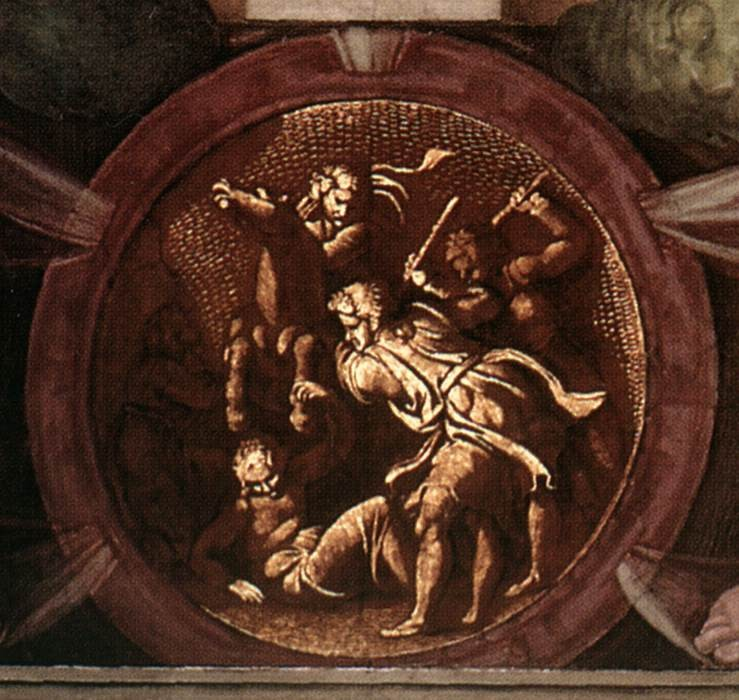
Щит
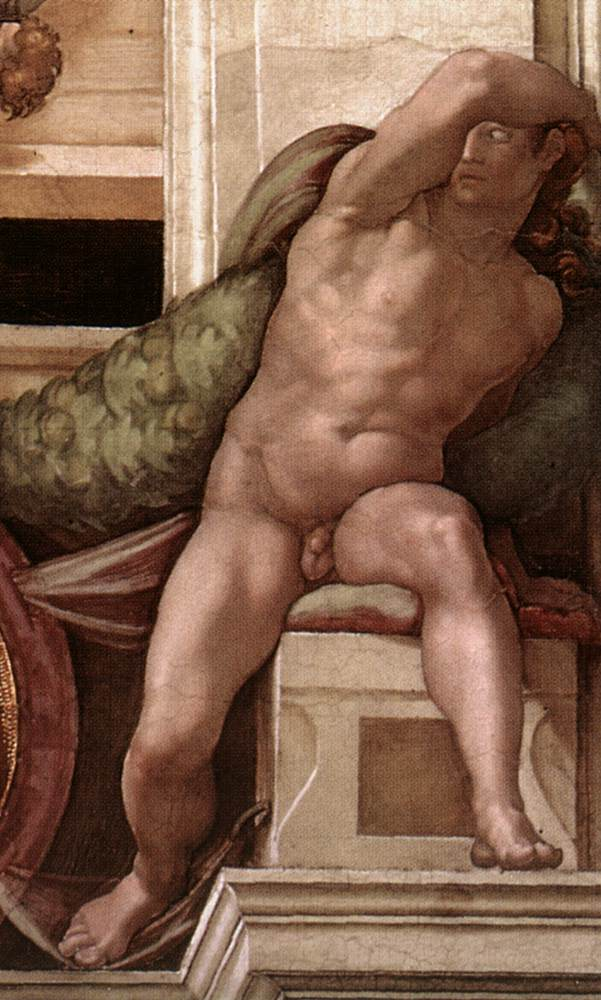
Інюді